# Liste des églises de la Nièvre
La liste des églises de la Nièvre vise à situer les églises du département français de la Nièvre. Il est fait état des diverses protections dont elles peuvent bénéficier, et notamment les inscriptions et classements au titre des monuments historiques.
En ce qui concerne le culte catholique, toutes les églises sont situées dans le diocèse de Nevers.

## Statistiques

### Nombres
Le département de la Nièvre comprend 309 communes au 1er janvier 2021.
Depuis 2022, le diocèse de Nevers compte 13 paroisses.

## Classement
Le classement ci-après se fait par commune selon l'ordre alphabétique.
Il est fait état des diverses protections dont elles peuvent bénéficier, et notamment les inscriptions et classements au titre des monuments historiques.

## Liste

### Église catholique
| Église                                                     | Commune                   | Adresse | Coordonnées                        | Notice         | Protection | Date        | Illustration                                               |
| ---------------------------------------------------------- | ------------------------- | ------- | ---------------------------------- | -------------- | --- | ----------- | ---------------------------------------------------------- |
| Église Saint-Saturnin d'Alligny-Cosne                      | Alligny-Cosne             |         | 47° 27′ 16″ nord, 3° 03′ 44″ est   | « PA00112788 » | Classé MH | 1923        | Église Saint-Saturnin d'Alligny-Cosne                      |
| Église Saint-Hilaire d'Alligny-en-Morvan                   | Alligny-en-Morvan         |         | 47° 12′ 02″ nord, 4° 10′ 37″ est   | « IA00001854 » | |             | Église Saint-Hilaire d'Alligny-en-Morvan                   |
| Église Saint-Pierre-et-Saint-Paul d'Alluy                  | Alluy                     |         | 47° 02′ 04″ nord, 3° 38′ 26″ est   | « PA00112789 » | Inscrit MH | 1985        | Église Saint-Pierre-et-Saint-Paul d'Alluy                  |
| Église Saint-Franchy d'Amazy                               | Amazy                     |         | 47° 22′ 35″ nord, 3° 34′ 42″ est   | « PA00112790 » | Classé MH | 1921        | Église Saint-Franchy d'Amazy                               |
| Église Saint-Nazaire-et-Saint-Celse d'Anlezy               | Anlezy                    |         | 46° 57′ 27″ nord, 3° 30′ 15″ est   |                | |             | Église Saint-Nazaire-et-Saint-Celse d'Anlezy               |
| Église Sainte-Anne d'Annay                                 | Annay                     |         | 47° 32′ 13″ nord, 2° 56′ 00″ est   |                | |             | Église Sainte-Anne d'Annay                                 |
| Église Saint-Laurent d'Anthien                             | Anthien                   |         | 47° 18′ 47″ nord, 3° 44′ 22″ est   |                | |             | Image manquante Téléverser                                 |
| Église Saint-Germain d'Arbourse                            | Arbourse                  |         | 47° 14′ 54″ nord, 3° 13′ 38″ est   |                | |             | Image manquante Téléverser                                 |
| Église Saint-Pierre d'Arleuf                               | Arleuf                    |         | 47° 02′ 38″ nord, 4° 01′ 19″ est   | « IA00002145 » | |             | Église Saint-Pierre d'Arleuf                               |
| Église Saint-Maurice d'Armes                               | Armes                     |         | 47° 27′ 34″ nord, 4° 32′ 48″ est   |                | |             | Église Saint-Maurice d'Armes                               |
| Église Saint-Eutrope d'Arquian                             | Arquian                   |         | 47° 32′ 32″ nord, 2° 59′ 19″ est   |                | |             | Église Saint-Eutrope d'Arquian                             |
| Église Saint-Laurent d'Arthel                              | Arthel                    |         | 47° 14′ 34″ nord, 3° 24′ 29″ est   |                | |             | Église Saint-Laurent d'Arthel                              |
| Église Saint-Médard d'Arzembouy                            | Arzembouy                 |         | 47° 14′ 47″ nord, 3° 22′ 04″ est   |                | |             | Église Saint-Médard d'Arzembouy                            |
| Église Notre-Dame d'Asnan                                  | Asnan                     |         | 47° 18′ 35″ nord, 3° 33′ 13″ est   |                | |             | Église Notre-Dame d'Asnan                                  |
| Église Saint-Loup d'Asnois                                 | Asnois                    |         | 47° 23′ 34″ nord, 3° 35′ 35″ est   | « IA58000004 » | |             | Image manquante Téléverser                                 |
| Église Saint-Étienne d'Aunay-en-Bazois                     | Aunay-en-Bazois           |         | 47° 07′ 01″ nord, 3° 41′ 57″ est   | « IA00002299 » | |             | Église Saint-Étienne d'Aunay-en-Bazois                     |
| Église Saint-Sulpice d'Authiou                             | Authiou                   |         | 47° 16′ 18″ nord, 3° 25′ 00″ est   | « PA00135227 » | Inscrit MH | 2021        | Église Saint-Sulpice d'Authiou                             |
| Église Saint-Pierre d'Avril-sur-Loire                      | Avril-sur-Loire           |         | 46° 49′ 12″ nord, 3° 21′ 28″ est   |                | |             | Église Saint-Pierre d'Avril-sur-Loire                      |
| Église Sainte-Madeleine d'Avrée                            | Avrée                     |         | 46° 49′ 10″ nord, 3° 52′ 15″ est   | « PA00112798 » | Inscrit MH Clocher | 1931        | Église Sainte-Madeleine d'Avrée                            |
| Église Saint-Martin d'Azy-le-Vif                           | Azy-le-Vif                |         | 46° 47′ 11″ nord, 3° 13′ 48″ est   |                | |             | Église Saint-Martin d'Azy-le-Vif                           |
| Église Saint-Blaise de Balleray                            | Balleray                  |         | 47° 04′ 35″ nord, 3° 16′ 53″ est   | « PA00112799 » | Classé MH Église (à l'exception de son clocher moderne) | 1931        | Église Saint-Blaise de Balleray                            |
| Église Saint-Hilaire de Bazoches                           | Bazoches                  |         | 47° 22′ 42″ nord, 3° 47′ 09″ est   | « PA00112801 » | Inscrit MH | 1984        | Église Saint-Hilaire de Bazoches                           |
| Église Saint-Symphorien de Bazolles                        | Bazolles                  |         | 47° 08′ 36″ nord, 3° 37′ 07″ est   | « PA00112802 » | Inscrit MH | 1942        | Église Saint-Symphorien de Bazolles                        |
| Église Saint-Pierre de Dompierre-sur-Héry                  | Beaulieu                  |         | 47° 15′ 50″ nord, 3° 33′ 54″ est   | « PA00112879 » | Inscrit MH | 1926        | Image manquante Téléverser                                 |
| Église Saint-Michel de Beaulieu                            | Beaulieu                  |         | 47° 15′ 26″ nord, 3° 31′ 39″ est   |                | |             | Image manquante Téléverser                                 |
| Église Saint-Barthélemy de Beaumont-Sardolles              | Beaumont-Sardolles        |         | 46° 55′ 34″ nord, 3° 23′ 53″ est   |                | |             | Église Saint-Barthélemy de Beaumont-Sardolles              |
| Église Saint-Léger de Beaumont-la-Ferrière                 | Beaumont-la-Ferrière      |         | 47° 11′ 24″ nord, 3° 13′ 32″ est   |                | |             | Église Saint-Léger de Beaumont-la-Ferrière                 |
| Église Saint-Pierre de Beuvron                             | Beuvron                   |         | 47° 21′ 32″ nord, 3° 29′ 35″ est   |                | |             | Église Saint-Pierre de Beuvron                             |
| Église Saint-Victor de Biches                              | Biches                    |         | 47° 00′ 27″ nord, 3° 39′ 00″ est   |                | |             | Image manquante Téléverser                                 |
| Église Saint-Antoine de Chevannes                          | Billy-Chevannes           |         | 47° 01′ 20″ nord, 3° 28′ 44″ est   | « PA00112809 » | Classé MH | 1989        | Église Saint-Antoine de Chevannes                          |
| Église Saint-Antoine de Billy                              | Billy-Chevannes           |         | 47° 00′ 51″ nord, 3° 27′ 13″ est   |                | |             | Image manquante Téléverser                                 |
| Église Saint-Laurent de Billy-sur-Oisy                     | Billy-sur-Oisy            |         | 47° 28′ 48″ nord, 3° 24′ 48″ est   |                | |             | Église Saint-Laurent de Billy-sur-Oisy                     |
| Église Sainte-Foy de Bitry                                 | Bitry                     |         | 47° 29′ 25″ nord, 3° 04′ 47″ est   | « PA00112810 » | Inscrit MH | 1926        | Église Sainte-Foy de Bitry                                 |
| Église Saint-Martin de Blismes                             | Blismes                   |         | 47° 07′ 54″ nord, 3° 49′ 10″ est   | « IA00002152 » | |             | Image manquante Téléverser                                 |
| Église Saint-Pierre de Bona                                | Bona                      |         | 47° 03′ 39″ nord, 3° 25′ 29″ est   |                | |             | Image manquante Téléverser                                 |
| Église Saint-Pèlerin de Bouhy                              | Bouhy                     |         | 47° 29′ 09″ nord, 3° 09′ 55″ est   | « PA00112812 » | Inscrit MH | 1926        | Église Saint-Pèlerin de Bouhy                              |
| Église Saint-Gervais-et-Saint-Protais de Brassy            | Brassy                    |         | 47° 15′ 42″ nord, 3° 56′ 15″ est   | « IA00002481 » | |             | Image manquante Téléverser                                 |
| Église Notre-Dame-de-l'Assomption de Breugnon              | Breugnon                  |         | 47° 25′ 42″ nord, 3° 27′ 07″ est   |                | |             | Image manquante Téléverser                                 |
| Église Saint-Denys de Brinay                               | Brinay                    |         | 47° 00′ 24″ nord, 3° 41′ 48″ est   |                | |             | Image manquante Téléverser                                 |
| Église Saint-Étienne de Brinon-sur-Beuvron                 | Brinon-sur-Beuvron        |         | 47° 16′ 53″ nord, 3° 29′ 28″ est   |                | |             | Église Saint-Étienne de Brinon-sur-Beuvron                 |
| Église Saint-Siméon de Brèves                              | Brèves                    |         | 47° 24′ 58″ nord, 3° 36′ 36″ est   |                | |             | Image manquante Téléverser                                 |
| Église Saint-Martin de Bulcy                               | Bulcy                     |         | 47° 14′ 37″ nord, 3° 01′ 35″ est   |                | |             | Église Saint-Martin de Bulcy                               |
| Église Saint-Germain de Bussy-la-Pesle                     | Bussy-la-Pesle            |         | 47° 15′ 53″ nord, 3° 28′ 15″ est   |                | |             | Image manquante Téléverser                                 |
| Église Saint-Laurent de Béard                              | Béard                     |         | 46° 51′ 42″ nord, 3° 19′ 35″ est   | « PA00112803 » | Classé MH | 1972        | Église Saint-Laurent de Béard                              |
| Église Saint-Pierre de Cercy-la-Tour                       | Cercy-la-Tour             |         | 46° 52′ 09″ nord, 3° 38′ 45″ est   | « PA00112815 » | Inscrit MH | 1987        | Église Saint-Pierre de Cercy-la-Tour                       |
| Abbaye Saint-Eptade de Cervon                              | Cervon                    |         | 47° 14′ 26″ nord, 3° 45′ 21″ est   | « PA00112817 » | Classé MH Portail ouest | 1908        | Abbaye Saint-Eptade de Cervon                              |
| Église Saint-Jacques de Cessy-les-Bois                     | Cessy-les-Bois            |         | 47° 20′ 11″ nord, 3° 12′ 21″ est   | « PA00112818 » | Inscrit MH | 1971        | Église Saint-Jacques de Cessy-les-Bois                     |
| Église Saint-Germain de Chalaux                            | Chalaux                   |         | 47° 20′ 16″ nord, 3° 54′ 50″ est   | « IA00002582 » | |             | Image manquante Téléverser                                 |
| Église Saint-Hilaire de Challement                         | Challement                |         | 47° 18′ 51″ nord, 3° 35′ 16″ est   | « PA00112819 » | Classé MH | 1907        | Église Saint-Hilaire de Challement                         |
| Église Saint-Vincent de Challuy                            | Challuy                   |         | 46° 56′ 58″ nord, 3° 08′ 52″ est   |                | |             | Image manquante Téléverser                                 |
| Église Saint-Eustache de Champallement                     | Champallement             |         | 47° 13′ 53″ nord, 3° 29′ 22″ est   |                | |             | Image manquante Téléverser                                 |
| Église Saint-Maurice de Champlemy                          | Champlemy                 |         | 47° 17′ 12″ nord, 3° 20′ 59″ est   |                | |             | Image manquante Téléverser                                 |
| Église Notre-Dame-de-la-Nativité de Champlin               | Champlin                  |         | 47° 14′ 30″ nord, 3° 26′ 42″ est   |                | |             | Image manquante Téléverser                                 |
| Église Saint-Jean-Baptiste de Champvert                    | Champvert                 |         | 46° 50′ 24″ nord, 3° 30′ 41″ est   |                | |             | Église Saint-Jean-Baptiste de Champvert                    |
| Église Saint-Pierre de Champvoux                           | Champvoux                 |         | 47° 08′ 07″ nord, 3° 04′ 35″ est   | « PA00112822 » | Classé MH | 1897        | Église Saint-Pierre de Champvoux                           |
| Église Saint-Martin de Chantenay-Saint-Imbert              | Chantenay-Saint-Imbert    |         | 46° 44′ 00″ nord, 3° 11′ 00″ est   |                | |             | Église Saint-Martin de Chantenay-Saint-Imbert              |
| Église Saint-Martin de Charrin                             | Charrin                   |         | 46° 47′ 20″ nord, 3° 35′ 50″ est   | « IA00002087 » | |             | Image manquante Téléverser                                 |
| Église Saint-Germain de Chasnay                            | Chasnay                   |         | 47° 14′ 42″ nord, 3° 11′ 00″ est   |                | |             | Église Saint-Germain de Chasnay                            |
| Église Saint-Étienne de Chaulgnes                          | Chaulgnes                 |         | 47° 07′ 42″ nord, 3° 06′ 12″ est   |                | |             | Église Saint-Étienne de Chaulgnes                          |
| Église Saint-Pierre de Chaumard                            | Chaumard                  |         | 47° 08′ 39″ nord, 3° 54′ 45″ est   | « IA00001877 » | |             | Église Saint-Pierre de Chaumard                            |
| Église Saint-Denys de Chazeuil                             | Chazeuil                  |         | 47° 16′ 40″ nord, 3° 24′ 07″ est   |                | |             | Église Saint-Denys de Chazeuil                             |
| Église Saint-Jacques-le-Majeur-et-Sainte-Anne de Chevannes | Chevannes-Changy          |         | 47° 17′ 20″ nord, 3° 27′ 03″ est   |                | |             | Église Saint-Jacques-le-Majeur-et-Sainte-Anne de Chevannes |
| Église Saint-Étienne de Jaugenay                           | Chevenon                  |         | 46° 53′ 43″ nord, 3° 14′ 33″ est   | « PA00112845 » | Classé MH | 1976        | Église Saint-Étienne de Jaugenay                           |
| Église Saint-Martin de Chevenon                            | Chevenon                  |         | 46° 55′ 13″ nord, 3° 13′ 49″ est   |                | |             | Église Saint-Martin de Chevenon                            |
| Église Saint-Amateur de Chevroches                         | Chevroches                |         | 47° 27′ 00″ nord, 3° 32′ 42″ est   |                | |             | Église Saint-Amateur de Chevroches                         |
| Église Notre-Dame de Chiddes                               | Chiddes                   |         | 46° 51′ 40″ nord, 3° 56′ 33″ est   | « IA00001961 » | |             | Église Notre-Dame de Chiddes                               |
| Église Saint-Martin de Chitry-les-Mines                    | Chitry-les-Mines          |         | 47° 15′ 38″ nord, 3° 39′ 02″ est   |                | |             | Image manquante Téléverser                                 |
| Église Saint-Martin de Chougny                             | Chougny                   |         | 47° 05′ 16″ nord, 3° 45′ 38″ est   | « IA00002374 » | |             | Église Saint-Martin de Chougny                             |
| Église Saint-Romain de Château-Chinon                      | Château-Chinon (Ville)    |         | 47° 03′ 56″ nord, 3° 56′ 01″ est   | « IA00002162 » | |             | Église Saint-Romain de Château-Chinon                      |
| Église Saint-Étienne de Châteauneuf-Val-de-Bargis          | Châteauneuf-Val-de-Bargis |         | 47° 17′ 01″ nord, 3° 13′ 36″ est   |                | |             | Église Saint-Étienne de Châteauneuf-Val-de-Bargis          |
| Église Saint-Jean-Baptiste de Châtillon-en-Bazois          | Châtillon-en-Bazois       |         | 47° 03′ 09″ nord, 3° 39′ 20″ est   | « IA00002352 » | |             | Image manquante Téléverser                                 |
| Église de Châtin                                           | Châtin                    |         | à géolocaliser                     | « IA00002182 » | |             | Image manquante Téléverser                                 |
| Église Saint-Martin de Ciez                                | Ciez                      |         | 47° 26′ 27″ nord, 3° 09′ 46″ est   | « PA00112847 » | Inscrit MH | 1926        | Église Saint-Martin de Ciez                                |
| Église Sainte-Madeleine de Cizely                          | Cizely                    |         | 46° 59′ 20″ nord, 3° 29′ 06″ est   |                | |             | Image manquante Téléverser                                 |
| Église Saint-Martin de Clamecy                             | Clamecy                   |         | 47° 27′ 36″ nord, 3° 31′ 09″ est   | « PA00112851 » | Classé MH | 1840        | Église Saint-Martin de Clamecy                             |
| Église Notre-Dame-de-Bethléem de Clamecy                   | Clamecy                   |         | 47° 27′ 34″ nord, 3° 31′ 26″ est   | « PA58000015 » | Inscrit MH | 2000        | Église Notre-Dame-de-Bethléem de Clamecy                   |
| Église Saint-Aignan de Colméry                             | Colméry                   |         | 47° 20′ 49″ nord, 3° 15′ 03″ est   | « PA00112860 » | Inscrit MH | 1971        | Église Saint-Aignan de Colméry                             |
| Église Saint-Euphrône de Corancy                           | Corancy                   |         | 47° 06′ 11″ nord, 3° 56′ 52″ est   | « IA00002187 » | |             | Image manquante Téléverser                                 |
| Église Saint-Seine de Corbigny                             | Corbigny                  |         | 47° 15′ 26″ nord, 3° 41′ 06″ est   | « PA00112862 » | Inscrit MH | 1926        | Église Saint-Seine de Corbigny                             |
| Abbatiale Saint-Léonard de Corbigny                        | Corbigny                  |         | 47° 15′ 32″ nord, 3° 40′ 58″ est   |                | |             | Image manquante Téléverser                                 |
| Église Saint-Gengoult de Corvol-d'Embernard                | Corvol-d'Embernard        |         | 47° 17′ 29″ nord, 3° 23′ 50″ est   |                | |             | Église Saint-Gengoult de Corvol-d'Embernard                |
| Église Saint-Vincent de Corvol-l'Orgueilleux               | Corvol-l'Orgueilleux      |         | 47° 25′ 49″ nord, 3° 24′ 15″ est   |                | |             | Image manquante Téléverser                                 |
| Église Saint-Aignan de Cosne-Cours-sur-Loire               | Cosne-Cours-sur-Loire     |         | 47° 24′ 32″ nord, 2° 55′ 24″ est   | « PA00112866 » | Classé MH | 1862        | Église Saint-Aignan de Cosne-Cours-sur-Loire               |
| Église Saint-Jacques de Cosne-Cours-sur-Loire              | Cosne-Cours-sur-Loire     |         | 47° 24′ 39″ nord, 2° 55′ 31″ est   | « PA00112867 » | Classé MH | 1930        | Église Saint-Jacques de Cosne-Cours-sur-Loire              |
| Église Saint-Symphorien de Cours                           | Cosne-Cours-sur-Loire     |         | 47° 26′ 10″ nord, 2° 57′ 56″ est   |                | |             | Image manquante Téléverser                                 |
| Église Saint-Martin de Cossaye                             | Cossaye                   |         | 46° 44′ 56″ nord, 3° 29′ 03″ est   |                | |             | Église Saint-Martin de Cossaye                             |
| Église Saint-Théodore de Coulanges-lès-Nevers              | Coulanges-lès-Nevers      |         | 47° 00′ 18″ nord, 3° 11′ 16″ est   |                | |             | Église Saint-Théodore de Coulanges-lès-Nevers              |
| Église Saint-Germain de Couloutre                          | Couloutre                 |         | 47° 24′ 33″ nord, 3° 13′ 36″ est   |                | |             | Église Saint-Germain de Couloutre                          |
| Église Saint-Nicolas de Courcelles                         | Courcelles                |         | à géolocaliser                     |                | |             | Image manquante Téléverser                                 |
| Église Saint-Nazaire de Crux-la-Ville                      | Crux-la-Ville             |         | 47° 09′ 39″ nord, 3° 31′ 15″ est   |                | |             | Église Saint-Nazaire de Crux-la-Ville                      |
| Église Saint-Martin de Cuncy-lès-Varzy                     | Cuncy-lès-Varzy           |         | 47° 22′ 19″ nord, 3° 27′ 14″ est   | « PA00112870 » | Inscrit MH Église, à l'exclusion du clocher | 1971        | Église Saint-Martin de Cuncy-lès-Varzy                     |
| Église Saint-Pierre de Dampierre-sous-Bouhy                | Dampierre-sous-Bouhy      |         | 47° 29′ 56″ nord, 3° 08′ 08″ est   | « PA00112871 » | Classé MH | 1907        | Église Saint-Pierre de Dampierre-sous-Bouhy                |
| Église Saint-Aré de Decize                                 | Decize                    |         | 46° 49′ 40″ nord, 3° 27′ 40″ est   | « PA00112875 » | Classé MH Chœur et crypte ; Inscrit MH Église, sauf parties classées | 1875 ; 1991 | Église Saint-Aré de Decize                                 |
| Église du couvent des Minimes de Decize                    | Decize                    |         | 46° 49′ 42″ nord, 3° 27′ 47″ est   |                | |             | Église du couvent des Minimes de Decize                    |
| Église Saint-Victor de Devay                               | Devay                     |         | 46° 48′ 25″ nord, 3° 32′ 44″ est   |                | |             | Image manquante Téléverser                                 |
| Église Saint-Pierre-Saint-Paul de Diennes-Aubigny          | Diennes-Aubigny           |         | 46° 55′ 12″ nord, 3° 34′ 59″ est   | « PA00112878 » | Inscrit MH | 1964        | Église Saint-Pierre-Saint-Paul de Diennes-Aubigny          |
| Église Saint-Martin de Dirol                               | Dirol                     |         | 47° 19′ 10″ nord, 3° 39′ 20″ est   | « IA58000006 » | |             | Église Saint-Martin de Dirol                               |
| Église Saint-Martin de Dommartin                           | Dommartin                 |         | 47° 04′ 05″ nord, 3° 50′ 41″ est   |                | |             | Image manquante Téléverser                                 |
| Église Saint-Pierre de Dompierre-sur-Nièvre                | Dompierre-sur-Nièvre      |         | 47° 14′ 19″ nord, 3° 15′ 06″ est   |                | |             | Église Saint-Pierre de Dompierre-sur-Nièvre                |
| Église Notre-Dame-du-Pré de Donzy                          | Donzy                     |         | 47° 21′ 58″ nord, 3° 06′ 40″ est   | « PA00112880 » | Classé MH | 1840        | Église Notre-Dame-du-Pré de Donzy                          |
| Église Saint-Martin-du-Pré de Donzy                        | Donzy                     |         | 47° 21′ 52″ nord, 3° 06′ 37″ est   | « PA00112881 » | Classé MH | 1984        | Église Saint-Martin-du-Pré de Donzy                        |
| Église Saint-Caradeuc de Donzy                             | Donzy                     |         | 47° 22′ 11″ nord, 3° 07′ 36″ est   | « PA58000009 » | Inscrit MH | 1998        | Église Saint-Caradeuc de Donzy                             |
| Église Saint-Étienne de la Grande-Brosse                   | Donzy                     |         | 47° 24′ 35″ nord, 3° 04′ 19″ est   |                | |             | Église Saint-Étienne de la Grande-Brosse                   |
| Église de l'abbaye de l'Épeau                              | Donzy                     |         | 47° 22′ 16″ nord, 3° 08′ 35″ est   |                | |             | Image manquante Téléverser                                 |
| Église Saint-Martin de Dornecy                             | Dornecy                   |         | 47° 26′ 11″ nord, 3° 35′ 13″ est   | « PA00112884 » | Inscrit MH Clocher | 1971        | Église Saint-Martin de Dornecy                             |
| Église Saint-Julien de Dornes                              | Dornes                    |         | 46° 42′ 59″ nord, 3° 21′ 11″ est   | « PA00112886 » | Inscrit MH | 1926        | Église Saint-Julien de Dornes                              |
| Église Saint-Martin de Druy-Parigny                        | Druy-Parigny              |         | 46° 52′ 10″ nord, 3° 22′ 02″ est   |                | |             | Église Saint-Martin de Druy-Parigny                        |
| Église Sainte-Amélie de Dun-les-Places                     | Dun-les-Places            |         | 47° 17′ 05″ nord, 4° 00′ 59″ est   | « PA00112888 » | Inscrit MH Église, sauf parties classées ; Classé MH Tour-porche avec son parvis ; couverture du clocher | 1988 ; 1991 | Église Sainte-Amélie de Dun-les-Places                     |
| Église Saint-Jean-Baptiste de Dun-sur-Grandry              | Dun-sur-Grandry           |         | 47° 05′ 06″ nord, 3° 47′ 33″ est   | « IA00002386 » | |             | Image manquante Téléverser                                 |
| Église Saint-Laurent d'Empury                              | Empury                    |         | 47° 21′ 07″ nord, 3° 49′ 10″ est   | « IA00002571 » | |             | Image manquante Téléverser                                 |
| Église Saint-Sulpice d'Entrains-sur-Nohain                 | Entrains-sur-Nohain       |         | 47° 27′ 49″ nord, 3° 15′ 24″ est   | « PA58000004 » | Inscrit MH | 1997        | Église Saint-Sulpice d'Entrains-sur-Nohain                 |
| Église Saint-Denis d'Epiry                                 | Epiry                     |         | 47° 10′ 59″ nord, 3° 43′ 21″ est   |                | |             | Image manquante Téléverser                                 |
| Église Saint-Symphorien de Fertrève                        | Fertrève                  |         | 46° 58′ 05″ nord, 3° 35′ 17″ est   |                | |             | Église Saint-Symphorien de Fertrève                        |
| Église Saint-Julien de Fleury-sur-Loire                    | Fleury-sur-Loire          |         | 46° 50′ 10″ nord, 3° 19′ 12″ est   | « PA00112892 » | Inscrit MH Clocher, chœur avec son abside | 1971        | Église Saint-Julien de Fleury-sur-Loire                    |
| Église Saint-Martin de Flez-Cuzy                           | Flez-Cuzy                 |         | 47° 21′ 50″ nord, 3° 37′ 20″ est   | « IA58000007 » | |             | Image manquante Téléverser                                 |
| Église Saint-Léger de Fléty                                | Fléty                     |         | 46° 47′ 21″ nord, 3° 54′ 08″ est   | « IA00001966 » | |             | Image manquante Téléverser                                 |
| Église Saint-Gabriel de Fourchambault                      | Fourchambault             |         | 47° 01′ 26″ nord, 3° 05′ 03″ est   |                | |             | Image manquante Téléverser                                 |
| Église Saint-Louis de Fourchambault                        | Fourchambault             |         | 47° 00′ 51″ nord, 3° 04′ 57″ est   |                | |             | Église Saint-Louis de Fourchambault                        |
| Église Saint-Jean-Baptiste de Fours                        | Fours                     |         | 46° 48′ 59″ nord, 3° 43′ 15″ est   | « IA00002092 » | |             | Église Saint-Jean-Baptiste de Fours                        |
| Église Notre-Dame-de-l'Assomption de Frasnay-Reugny        | Frasnay-Reugny            |         | 46° 59′ 37″ nord, 3° 30′ 47″ est   |                | |             | Église Notre-Dame-de-l'Assomption de Frasnay-Reugny        |
| Église Saint-Pierre-Saint-Paul de Fâchin                   | Fâchin                    |         | 47° 00′ 18″ nord, 3° 58′ 07″ est   | « IA00002200 » | |             | Image manquante Téléverser                                 |
| Église Saint-Martin de Garchizy                            | Garchizy                  |         | 47° 02′ 50″ nord, 3° 05′ 47″ est   | « PA00112893 » | Classé MH | 1862        | Église Saint-Martin de Garchizy                            |
| Église Saint-Martin de Garchy                              | Garchy                    |         | 47° 15′ 47″ nord, 3° 04′ 14″ est   | « PA00112894 » | Classé MH | 1910        | Église Saint-Martin de Garchy                              |
| Église Saint-Aubin de Germenay                             | Germenay                  |         | 47° 17′ 01″ nord, 3° 35′ 37″ est   | « PA00112895 » | Inscrit MH | 1927        | Église Saint-Aubin de Germenay                             |
| Église Saint-Germain de Germigny-sur-Loire                 | Germigny-sur-Loire        |         | 47° 04′ 50″ nord, 3° 02′ 15″ est   |                | |             | Image manquante Téléverser                                 |
| Église Saint-Léger de Gien-sur-Cure                        | Gien-sur-Cure             |         | 47° 08′ 18″ nord, 4° 05′ 57″ est   | « IA00001882 » | |             | Église Saint-Léger de Gien-sur-Cure                        |
| Église Saint-Laurent de Gimouille                          | Gimouille                 |         | 46° 56′ 38″ nord, 3° 05′ 05″ est   |                | |             | Église Saint-Laurent de Gimouille                          |
| Église Saint-Germain-d'Auxerre de Giry                     | Giry                      |         | 47° 13′ 15″ nord, 3° 21′ 55″ est   |                | |             | Église Saint-Germain-d'Auxerre de Giry                     |
| Église Saint-Denis de Glux-en-Glenne                       | Glux-en-Glenne            |         | 46° 57′ 22″ nord, 4° 01′ 56″ est   | « IA00002204 » | |             | Église Saint-Denis de Glux-en-Glenne                       |
| Église Notre-Dame-de-la-Nativité de Gouloux                | Gouloux                   |         | 47° 14′ 34″ nord, 4° 04′ 22″ est   |                | |             | Image manquante Téléverser                                 |
| Église Sainte-Geneviève-et-Sainte-Ragedonde de Grenois     | Grenois                   |         | 47° 19′ 14″ nord, 3° 31′ 40″ est   |                | |             | Église Sainte-Geneviève-et-Sainte-Ragedonde de Grenois     |
| Église Sainte-Radegonde de la Montagne                     | Grenois                   |         | 47° 19′ 32″ nord, 3° 32′ 18″ est   |                | |             | Image manquante Téléverser                                 |
| Église Saint-Germain-d'Auxerre de Guipy                    | Guipy                     |         | 47° 13′ 48″ nord, 3° 34′ 49″ est   |                | |             | Image manquante Téléverser                                 |
| Église Saint-Pierre de Guérigny                            | Guérigny                  |         | 47° 05′ 14″ nord, 3° 11′ 43″ est   |                | |             | Image manquante Téléverser                                 |
| Église Saint-Pierre de Gâcogne                             | Gâcogne                   |         | 47° 13′ 51″ nord, 3° 52′ 03″ est   |                | |             | Image manquante Téléverser                                 |
| Église Saint-Andoche d'Héry                                | Héry                      |         | 47° 15′ 42″ nord, 3° 34′ 43″ est   | « PA00112902 » | Classé MH | 1907        | Église Saint-Andoche d'Héry                                |
| Église Notre-Dame-de-l'Assomption d'Imphy                  | Imphy                     |         | 46° 55′ 38″ nord, 3° 15′ 40″ est   |                | |             | Église Notre-Dame-de-l'Assomption d'Imphy                  |
| Église Sainte-Marie-Madeleine d'Isenay                     | Isenay                    |         | 46° 54′ 05″ nord, 3° 42′ 17″ est   | « IA00001740 » | |             | Image manquante Téléverser                                 |
| Église Saint-Sylvestre de Jailly                           | Jailly                    |         | 47° 05′ 48″ nord, 3° 28′ 44″ est   | « PA00112903 » | Classé MH | 1840        | Église Saint-Sylvestre de Jailly                           |
| Église Saint-Hilaire de La Celle-sur-Loire                 | La Celle-sur-Loire        |         | 47° 28′ 19″ nord, 2° 55′ 47″ est   |                | |             | Église Saint-Hilaire de La Celle-sur-Loire                 |
| Église Saint-Martin de La Celle-sur-Nièvre                 | La Celle-sur-Nièvre       |         | 47° 12′ 17″ nord, 3° 13′ 09″ est   |                | |             | Église Saint-Martin de La Celle-sur-Nièvre                 |
| Église Notre-Dame-de-Septembre de Corbelin                 | La Chapelle-Saint-André   |         | 47° 22′ 55″ nord, 3° 19′ 46″ est   | « PA00113065 » | Inscrit MH | 1992        | Église Notre-Dame-de-Septembre de Corbelin                 |
| Église Saint-André de La Chapelle-Saint-André              | La Chapelle-Saint-André   |         | 47° 23′ 39″ nord, 3° 20′ 40″ est   |                | |             | Église Saint-André de La Chapelle-Saint-André              |
| Prieurale Notre-Dame de La Charité-sur-Loire               | La Charité-sur-Loire      |         | 47° 10′ 39″ nord, 3° 00′ 59″ est   | « PA00112826 » | Classé MH | 1840        | Prieurale Notre-Dame de La Charité-sur-Loire               |
| Église Saint-Pierre de La Charité-sur-Loire                | La Charité-sur-Loire      |         | 47° 10′ 39″ nord, 3° 01′ 02″ est   | « PA00112828 » | Inscrit MH | 1971        | Église Saint-Pierre de La Charité-sur-Loire                |
| Église Saint-Laurent de La Charité-sur-Loire               | La Charité-sur-Loire      |         | 47° 10′ 41″ nord, 3° 01′ 06″ est   | « PA00112824 » | Classé MH | 2007        | Église Saint-Laurent de La Charité-sur-Loire               |
| Église Saint-Sulpice de La Collancelle                     | La Collancelle            |         | 47° 10′ 30″ nord, 3° 38′ 27″ est   |                | |             | Image manquante Téléverser                                 |
| Église Saint-Vincent de la Prye                            | La Fermeté                |         | 46° 56′ 59″ nord, 3° 18′ 42″ est   | « PA58000025 » | Inscrit MH | 2003        | Image manquante Téléverser                                 |
| Église Notre-Dame-de-la-Nativité de La Machine             | La Machine                |         | 46° 53′ 23″ nord, 3° 27′ 59″ est   |                | |             | Église Notre-Dame-de-la-Nativité de La Machine             |
| Église Saint-Jean-Baptiste de La Maison-Dieu               | La Maison-Dieu            |         | 47° 24′ 50″ nord, 3° 38′ 54″ est   | « IA58000010 » | |             | Image manquante Téléverser                                 |
| Église Saint-Martin de La Marche                           | La Marche                 |         | 47° 08′ 28″ nord, 3° 01′ 53″ est   |                | |             | Église Saint-Martin de La Marche                           |
| Église Saint-Cyr de La Nocle-Maulaix                       | La Nocle-Maulaix          |         | 46° 45′ 48″ nord, 3° 46′ 55″ est   | « IA00002107 » | |             | Image manquante Téléverser                                 |
| Église Saint-Roch de Lamenay                               | Lamenay-sur-Loire         |         | 46° 45′ 47″ nord, 3° 34′ 23″ est   |                | |             | Image manquante Téléverser                                 |
| Église Saint-Martin de Langeron                            | Langeron                  |         | 46° 48′ 36″ nord, 3° 05′ 01″ est   |                | |             | Église Saint-Martin de Langeron                            |
| Église Notre-Dame-de-la-Nativité de Lanty                  | Lanty                     |         | 46° 48′ 35″ nord, 3° 50′ 26″ est   |                | |             | Image manquante Téléverser                                 |
| Église Saint-Pierre de Larochemillay                       | Larochemillay             |         | 46° 52′ 41″ nord, 4° 00′ 04″ est   | « PA58000048 » | Classé MH | 2022        | Église Saint-Pierre de Larochemillay                       |
| Église Saint-Martin de Lavault-de-Frétoy                   | Lavault-de-Frétoy         |         | 47° 06′ 30″ nord, 4° 00′ 40″ est   |                | |             | Église Saint-Martin de Lavault-de-Frétoy                   |
| Église Saint-Laurent de Limanton                           | Limanton                  |         | 46° 57′ 51″ nord, 3° 44′ 36″ est   | « IA00002396 » | |             | Image manquante Téléverser                                 |
| Église de Panneçot                                         | Limanton                  |         | 46° 57′ 24″ nord, 3° 44′ 56″ est   |                | |             | Image manquante Téléverser                                 |
| Église Saint-Martin d'Anizy                                | Limanton                  |         | 46° 57′ 51″ nord, 3° 44′ 37″ est   | « PA00112907 » | Classé MH | 1980        | Église Saint-Martin d'Anizy                                |
| Église Notre-Dame de Limon                                 | Limon                     |         | 46° 58′ 11″ nord, 3° 22′ 44″ est   |                | |             | Église Notre-Dame de Limon                                 |
| Église Notre-Dame-de-la-Nativité de Livry                  | Livry                     |         | 46° 46′ 29″ nord, 3° 04′ 29″ est   | « PA00112908 » | Inscrit MH | 1940        | Église Notre-Dame-de-la-Nativité de Livry                  |
| Église Saint-Alban de Lormes                               | Lormes                    |         | 47° 17′ 24″ nord, 3° 48′ 50″ est   | « PA58000005 » | Inscrit MH | 1997        | Église Saint-Alban de Lormes                               |
| Église Saint-Romain de Lucenay-lès-Aix                     | Lucenay-lès-Aix           |         | 46° 42′ 14″ nord, 3° 29′ 02″ est   |                | |             | Image manquante Téléverser                                 |
| Église Saint-Gervais-et-Saint-Protais de Lurcy-le-Bourg    | Lurcy-le-Bourg            |         | 47° 09′ 39″ nord, 3° 23′ 10″ est   | « PA58000050 » | Inscrit MH | 2019        | Église Saint-Gervais-et-Saint-Protais de Lurcy-le-Bourg    |
| Église Saint-Aignan de Luthenay-Uxeloup                    | Luthenay-Uxeloup          |         | 46° 51′ 01″ nord, 3° 15′ 57″ est   | « PA00112910 » | Inscrit MH Abside | 1971        | Église Saint-Aignan de Luthenay-Uxeloup                    |
| Église Saint-Pierre de Luzy                                | Luzy                      |         | 46° 47′ 17″ nord, 3° 58′ 12″ est   | « IA00001996 » | |             | Église Saint-Pierre de Luzy                                |
| Église Notre-Dame de Luzy                                  | Luzy                      |         | à géolocaliser                     | « IA00001995 » | |             | Image manquante Téléverser                                 |
| Église Saint-Martin de Lys                                 | Lys                       |         | 47° 20′ 51″ nord, 3° 35′ 57″ est   | « PA00112911 » | Inscrit MH | 1927        | Église Saint-Martin de Lys                                 |
| Église Saint-Celse-et-Saint-Nazaire de Magny-Cours         | Magny-Cours               |         | 46° 53′ 02″ nord, 3° 09′ 09″ est   |                | |             | Image manquante Téléverser                                 |
| Église de la Sainte-Trinité de Magny-Lormes                | Magny-Lormes              |         | 47° 17′ 56″ nord, 3° 45′ 21″ est   |                | |             | Église de la Sainte-Trinité de Magny-Lormes                |
| Église Saint-Sulpice de Marcy                              | Marcy                     |         | 47° 19′ 19″ nord, 3° 24′ 28″ est   |                | |             | Église Saint-Sulpice de Marcy                              |
| Église Saint-Pierre de Marigny-l'Église                    | Marigny-l'Église          |         | 47° 21′ 16″ nord, 3° 56′ 15″ est   | « IA00002611 » | |             | Église Saint-Pierre de Marigny-l'Église                    |
| Église Saint-Léger de Marigny-sur-Yonne                    | Marigny-sur-Yonne         |         | 47° 16′ 57″ nord, 3° 39′ 03″ est   |                | |             | Image manquante Téléverser                                 |
| Église Saint-Julien de Mars-sur-Allier                     | Mars-sur-Allier           |         | 46° 51′ 32″ nord, 3° 04′ 43″ est   | « PA00112912 » | Classé MH | 1886        | Église Saint-Julien de Mars-sur-Allier                     |
| Église Saint-André de Marzy                                | Marzy                     |         | 46° 58′ 50″ nord, 3° 05′ 37″ est   | « PA00112913 » | Classé MH | 2012        | Église Saint-André de Marzy                                |
| Église Saint-Michel de Maux                                | Maux                      |         | 47° 02′ 55″ nord, 3° 46′ 58″ est   | « IA00001748 » | |             | Image manquante Téléverser                                 |
| Église Saint-Pierre de Menestreau                          | Menestreau                |         | 47° 24′ 54″ nord, 3° 15′ 20″ est   |                | |             | Église Saint-Pierre de Menestreau                          |
| Église Saint-Siméon de Menou                               | Menou                     |         | 47° 22′ 00″ nord, 3° 16′ 46″ est   | « PA00113064 » | Inscrit MH | 1991        | Église Saint-Siméon de Menou                               |
| Église Saint-Julien de Mesves-sur-Loire                    | Mesves-sur-Loire          |         | 47° 14′ 39″ nord, 2° 59′ 39″ est   |                | |             | Église Saint-Julien de Mesves-sur-Loire                    |
| Église Notre-Dame-de-l'Assomption de Metz-le-Comte         | Metz-le-Comte             |         | 47° 23′ 35″ nord, 3° 38′ 05″ est   | « PA00112917 » | Classé MH | 1911        | Église Notre-Dame-de-l'Assomption de Metz-le-Comte         |
| Église Saint-Germain de Mhère                              | Mhère                     |         | 47° 12′ 25″ nord, 3° 51′ 27″ est   |                | |             | Église Saint-Germain de Mhère                              |
| Église Saint-Maurice de Millay                             | Millay                    |         | 46° 50′ 32″ nord, 4° 00′ 02″ est   | « IA00002016 » | |             | Église Saint-Maurice de Millay                             |
| Église Notre-Dame de Moulinot                              | Moissy-Moulinot           |         | 47° 19′ 39″ nord, 3° 42′ 28″ est   | « IA58000013 » | |             | Église Notre-Dame de Moulinot                              |
| Église Saint-Georges de Monceaux-le-Comte                  | Monceaux-le-Comte         |         | 47° 19′ 48″ nord, 3° 39′ 38″ est   |                | |             | Église Saint-Georges de Monceaux-le-Comte                  |
| Église Saint-Symphorien de Monceaux-Le-Comte               | Monceaux-le-Comte         |         | à géolocaliser                     | « IA58000015 » | |             | Image manquante Téléverser                                 |
| Église Saint-André de Mont-et-Marré                        | Mont-et-Marré             |         | 47° 05′ 13″ nord, 3° 38′ 24″ est   | « IA00002411 » | |             | Église Saint-André de Mont-et-Marré                        |
| Église Saint-Pierre de Montambert                          | Montambert                |         | 46° 46′ 11″ nord, 3° 40′ 36″ est   |                | |             | Image manquante Téléverser                                 |
| Église Saint-Pierre de Montapas                            | Montapas                  |         | 47° 04′ 54″ nord, 3° 36′ 02″ est   |                | |             | Église Saint-Pierre de Montapas                            |
| Église Notre-Dame-de-l'Assomption de Montaron              | Montaron                  |         | 46° 53′ 07″ nord, 3° 45′ 02″ est   | « PA00112919 » | Inscrit MH | 1976        | Image manquante Téléverser                                 |
| Église Notre-Dame de Montenoison                           | Montenoison               |         | 47° 13′ 04″ nord, 3° 25′ 41″ est   |                | |             | Église Notre-Dame de Montenoison                           |
| Église Saint-Louis de Montigny-aux-Amognes                 | Montigny-aux-Amognes      |         | 47° 01′ 37″ nord, 3° 17′ 24″ est   | « PA00112921 » | Classé MH | 1921        | Église Saint-Louis de Montigny-aux-Amognes                 |
| Église Saint-Léger de Montigny-en-Morvan                   | Montigny-en-Morvan        |         | 47° 08′ 39″ nord, 3° 51′ 17″ est   | « IA00002213 » | |             | Image manquante Téléverser                                 |
| Église Saint-Symphorien de Montigny-sur-Canne              | Montigny-sur-Canne        |         | 46° 55′ 58″ nord, 3° 39′ 18″ est   | « IA00002419 » | |             | Image manquante Téléverser                                 |
| Église Saint-Jacques de Montreuillon                       | Montreuillon              |         | 47° 10′ 27″ nord, 3° 47′ 19″ est   |                | |             | Image manquante Téléverser                                 |
| Église Saint-Barthélemy de Montsauche-les-Settons          | Montsauche-les-Settons    |         | 47° 13′ 01″ nord, 4° 01′ 25″ est   | « IA00001894 » | |             | Église Saint-Barthélemy de Montsauche-les-Settons          |
| Église Saint-Nazaire-et-Saint-Celse de Moraches            | Moraches                  |         | 47° 16′ 45″ nord, 3° 32′ 50″ est   | « PA00112923 » | Inscrit MH | 1926        | Image manquante Téléverser                                 |
| Église Saint-Jean-Baptiste de Moulins-Engilbert            | Moulins-Engilbert         |         | 46° 59′ 15″ nord, 3° 48′ 38″ est   | « PA00112925 » | Inscrit MH | 1927        | Église Saint-Jean-Baptiste de Moulins-Engilbert            |
| Église Notre-Dame-de-l'Assomption de Mouron-sur-Yonne      | Mouron-sur-Yonne          |         | 47° 11′ 21″ nord, 3° 44′ 30″ est   |                | |             | Église Notre-Dame-de-l'Assomption de Mouron-sur-Yonne      |
| Église Saint-Rémy de Moussy                                | Moussy                    |         | 47° 11′ 33″ nord, 3° 27′ 08″ est   |                | |             | Église Saint-Rémy de Moussy                                |
| Église Saint-Denis de Moux-en-Morvan                       | Moux-en-Morvan            |         | 47° 10′ 15″ nord, 4° 09′ 11″ est   | « PA00112928 » | Inscrit MH | 1986        | Image manquante Téléverser                                 |
| Église Saint-Martin de Murlin                              | Murlin                    |         | 47° 12′ 09″ nord, 3° 10′ 49″ est   |                | |             | Église Saint-Martin de Murlin                              |
| Église Saint-Martin de Myennes                             | Myennes                   |         | 47° 26′ 44″ nord, 2° 56′ 12″ est   |                | |             | Église Saint-Martin de Myennes                             |
| Église Saint-Aignan de Nannay                              | Nannay                    |         | 47° 15′ 42″ nord, 3° 11′ 28″ est   |                | |             | Église Saint-Aignan de Nannay                              |
| Église Saint-Marcel de Narcy                               | Narcy                     |         | 47° 14′ 11″ nord, 3° 04′ 06″ est   | « PA00112929 » | Classé MH Choeur | 1907        | Église Saint-Marcel de Narcy                               |
| Église de la Nativité-de-Notre-Dame de Neuffontaines       | Neuffontaines             |         | 47° 21′ 39″ nord, 3° 44′ 53″ est   | « IA58000016 » | |             | Image manquante Téléverser                                 |
| Église Saint-Martin de Neuilly                             | Neuilly                   |         | 47° 14′ 24″ nord, 3° 30′ 15″ est   |                | |             | Église Saint-Martin de Neuilly                             |
| Église Saint-Pierre-aux-Liens de Neuville-lès-Decize       | Neuville-lès-Decize       |         | 46° 46′ 10″ nord, 3° 18′ 56″ est   | « PA00112932 » | Inscrit MH | 1931        | Image manquante Téléverser                                 |
| Église Saint-Laurent de Neuvy-sur-Loire                    | Neuvy-sur-Loire           |         | 47° 31′ 22″ nord, 2° 53′ 02″ est   |                | |             | Église Saint-Laurent de Neuvy-sur-Loire                    |
| Cathédrale Saint-Cyr-et-Sainte-Julitte de Nevers           | Nevers                    |         | 46° 59′ 14″ nord, 3° 09′ 26″ est   | « PA00112936 » | Classé MH | 1862        | Cathédrale Saint-Cyr-et-Sainte-Julitte de Nevers           |
| Église Saint-Étienne de Nevers                             | Nevers                    |         | 46° 59′ 31″ nord, 3° 09′ 52″ est   | « PA00112940 » | Classé MH | 1840        | Église Saint-Étienne de Nevers                             |
| Abbaye de Saint-Gildard de Nevers                          | Nevers                    |         | 46° 59′ 32″ nord, 3° 09′ 08″ est   |                | |             | Abbaye de Saint-Gildard de Nevers                          |
| Église Notre-Dame-de-Lourdes de Nevers                     | Nevers                    |         | 46° 59′ 12″ nord, 3° 08′ 49″ est   |                | |             | Église Notre-Dame-de-Lourdes de Nevers                     |
| Église Notre-Dame de Nevers                                | Nevers                    |         | 46° 59′ 09″ nord, 3° 09′ 19″ est   | « PA00112941 » | Classé MH | 1923        | Église Notre-Dame de Nevers                                |
| Église Saint-Joseph des Montôts                            | Nevers                    |         | 46° 59′ 19″ nord, 3° 08′ 12″ est   |                | |             | Image manquante Téléverser                                 |
| Église Saint-Lazare de Nevers                              | Nevers                    |         | 46° 59′ 23″ nord, 3° 11′ 00″ est   |                | |             | Église Saint-Lazare de Nevers                              |
| Église Saint-Pierre de Nevers                              | Nevers                    |         | 46° 59′ 31″ nord, 3° 09′ 42″ est   | « PA00112942 » | Classé MH | 1975        | Église Saint-Pierre de Nevers                              |
| Église Saint-Sauveur de Nevers                             | Nevers                    |         | 46° 59′ 07″ nord, 3° 09′ 27″ est   | « PA00112943 » | Classé MH Porche ; Inscrit MH Vestiges de l'église (sauf parties classées) | 1941 ; 1946 | Église Saint-Sauveur de Nevers                             |
| Église Sainte-Bernadette du Banlay                         | Nevers                    |         | 47° 00′ 10″ nord, 3° 09′ 25″ est   | « PA58000016 » | Inscrit MH | 2000        | Image manquante Téléverser                                 |
| Église Saint-Pierre de Nolay                               | Nolay                     |         | 47° 07′ 10″ nord, 3° 19′ 34″ est   | « PA00112977 » | Inscrit MH Choeur | 1971        | Église Saint-Pierre de Nolay                               |
| Église Saint-Symphorien de Nuars                           | Nuars                     |         | 47° 23′ 07″ nord, 3° 41′ 17″ est   | « IA58000019 » | |             | Église Saint-Symphorien de Nuars                           |
| Église Saint-Symphorien d'Oisy                             | Oisy                      |         | 47° 28′ 07″ nord, 3° 26′ 43″ est   |                | |             | Église Saint-Symphorien d'Oisy                             |
| Église Notre-Dame-de-l'Assomption d'Onlay                  | Onlay                     |         | 46° 57′ 59″ nord, 3° 53′ 51″ est   | « IA00001798 » | |             | Image manquante Téléverser                                 |
| Église Saint-Gervais-et-Saint-Protais d'Ouagne             | Ouagne                    |         | 47° 23′ 50″ nord, 3° 29′ 41″ est   | « PA00112978 » | Inscrit MH | 1971        | Église Saint-Gervais-et-Saint-Protais d'Ouagne             |
| Église Saint-Germain d'Oudan                               | Oudan                     |         | 47° 20′ 53″ nord, 3° 21′ 03″ est   |                | |             | Église Saint-Germain d'Oudan                               |
| Église de la Nativité-de-la-Vierge-Marie d'Ougny           | Ougny                     |         | 47° 04′ 32″ nord, 3° 42′ 42″ est   | « IA00002435 » | |             | Image manquante Téléverser                                 |
| Église Saint-Andoche d'Oulon                               | Oulon                     |         | 47° 11′ 57″ nord, 3° 23′ 51″ est   |                | |             | Église Saint-Andoche d'Oulon                               |
| Église Saint-Germain d'Ouroux-en-Morvan                    | Ouroux-en-Morvan          |         | 47° 11′ 10″ nord, 3° 56′ 41″ est   |                | |             | Église Saint-Germain d'Ouroux-en-Morvan                    |
| Église Saint-Fiacre d'Ourouër                              | Ourouër                   |         | 47° 03′ 33″ nord, 3° 18′ 22″ est   | « PA00112980 » | Classé MH | 1907        | Église Saint-Fiacre d'Ourouër                              |
| Église Saint-Baudile de Parigny-la-Rose                    | Parigny-la-Rose           |         | 47° 19′ 41″ nord, 3° 26′ 28″ est   |                | |             | Image manquante Téléverser                                 |
| Église Saint-Jean-Baptiste de Parigny-les-Vaux             | Parigny-les-Vaux          |         | 47° 05′ 30″ nord, 3° 08′ 55″ est   | « PA00112982 » | Inscrit MH | 1927        | Église Saint-Jean-Baptiste de Parigny-les-Vaux             |
| Église Saint-Prix de Pazy                                  | Pazy                      |         | 47° 13′ 58″ nord, 3° 37′ 40″ est   | « PA00112984 » | Inscrit MH | 1926        | Église Saint-Prix de Pazy                                  |
| Église Notre-Dame de Perroy                                | Perroy                    |         | 47° 23′ 56″ nord, 3° 09′ 36″ est   |                | |             | Église Notre-Dame de Perroy                                |
| Église Saint-Sulpice de Planchez                           | Planchez                  |         | 47° 08′ 09″ nord, 4° 00′ 55″ est   | « IA00001923 » | |             | Église Saint-Sulpice de Planchez                           |
| Église Saint-Romain de Poil                                | Poil                      |         | 46° 52′ 02″ nord, 4° 04′ 22″ est   | « IA00002028 » | |             | Église Saint-Romain de Poil                                |
| Église Saint-Symphorien de Poiseux                         | Poiseux                   |         | 47° 07′ 13″ nord, 3° 13′ 57″ est   |                | |             | Église Saint-Symphorien de Poiseux                         |
| Église Saint-Vincent de Pougny                             | Pougny                    |         | 47° 23′ 03″ nord, 3° 00′ 09″ est   | « PA00112988 » | Inscrit MH | 1971        | Église Saint-Vincent de Pougny                             |
| Église Saint-Léger de Pougues-les-Eaux                     | Pougues-les-Eaux          |         | 47° 04′ 28″ nord, 3° 06′ 04″ est   |                | |             | Image manquante Téléverser                                 |
| Église Saint-Pierre de Pouilly-sur-Loire                   | Pouilly-sur-Loire         |         | 47° 17′ 01″ nord, 2° 57′ 16″ est   | « PA00112990 » | Inscrit MH Clocher | 1971        | Église Saint-Pierre de Pouilly-sur-Loire                   |
| Église Saint-Pierre de Pouques-Lormes                      | Pouques-Lormes            |         | 47° 19′ 18″ nord, 3° 46′ 40″ est   | « IA00002631 » | |             | Image manquante Téléverser                                 |
| Église Saint-Edme de Pousseaux                             | Pousseaux                 |         | 47° 30′ 52″ nord, 3° 31′ 40″ est   |                | |             | Image manquante Téléverser                                 |
| Église Saint-Marcel de Prémery                             | Prémery                   |         | 47° 10′ 35″ nord, 3° 19′ 50″ est   | « PA00112993 » | Classé MH | 1840        | Église Saint-Marcel de Prémery                             |
| Église Saint-Pierre de Préporché                           | Préporché                 |         | 46° 55′ 19″ nord, 3° 51′ 10″ est   | « IA00001811 » | |             | Image manquante Téléverser                                 |
| Église Saint-Gilles-et-Saint-Leu de Raveau                 | Raveau                    |         | 47° 11′ 08″ nord, 3° 04′ 37″ est   |                | |             | Image manquante Téléverser                                 |
| Église Saint-Pierre-aux-Liens de Rix                       | Rix                       |         | 47° 25′ 49″ nord, 3° 29′ 50″ est   | « PA00112994 » | Inscrit MH Portail | 1926        | Image manquante Téléverser                                 |
| Église Saint-Germain d'Auxerre de Rouy                     | Rouy                      |         | 47° 01′ 35″ nord, 3° 32′ 02″ est   | « PA00112996 » | Classé MH | 1884        | Église Saint-Germain d'Auxerre de Rouy                     |
| Église Notre-Dame-de-l'Assomption de Ruages                | Ruages                    |         | 47° 18′ 59″ nord, 3° 40′ 58″ est   | « IA58000021 » | |             | Église Notre-Dame-de-l'Assomption de Ruages                |
| Église Saint-Barthélemy de Rémilly                         | Rémilly                   |         | 46° 49′ 08″ nord, 3° 48′ 50″ est   | « IA00002035 » | |             | Église Saint-Barthélemy de Rémilly                         |
| Église Saint-Joseph de Mauvitu                             | Saincaize-Meauce          |         | 46° 55′ 38″ nord, 3° 04′ 29″ est   |                | |             | Église Saint-Joseph de Mauvitu                             |
| Église Saint-Sulpice de Saincaize-Meauce                   | Saincaize-Meauce          |         | 46° 54′ 20″ nord, 3° 03′ 44″ est   |                | |             | Église Saint-Sulpice de Saincaize-Meauce                   |
| Église Saint-Aignan de Saint-Agnan (Nièvre)                | Saint-Agnan               |         | 47° 19′ 06″ nord, 4° 05′ 41″ est   | « IA00001929 » | |             | Église Saint-Aignan de Saint-Agnan (Nièvre)                |
| Église Saint-Amand de Saint-Amand-en-Puisaye               | Saint-Amand-en-Puisaye    |         | 47° 31′ 45″ nord, 3° 04′ 28″ est   | « PA00112999 » | Classé MH | 1975        | Église Saint-Amand de Saint-Amand-en-Puisaye               |
| Église Saint-Léger de Saint-Andelain                       | Saint-Andelain            |         | 47° 18′ 34″ nord, 2° 57′ 39″ est   |                | |             | Église Saint-Léger de Saint-Andelain                       |
| Église Saint-André de Saint-André-en-Morvan                | Saint-André-en-Morvan     |         | 47° 23′ 37″ nord, 3° 51′ 29″ est   | « IA00002560 » | |             | Église Saint-André de Saint-André-en-Morvan                |
| Église Saint-Aubin de Chalvron                             | Saint-Aubin-des-Chaumes   |         | 47° 22′ 48″ nord, 3° 45′ 18″ est   | « IA58000022 » | |             | Église Saint-Aubin de Chalvron                             |
| Église Saint-Aubin de Saint-Aubin-les-Forges               | Saint-Aubin-les-Forges    |         | 47° 08′ 20″ nord, 3° 12′ 05″ est   |                | |             | Image manquante Téléverser                                 |
| Église Saint-Benin de Saint-Benin-d'Azy                    | Saint-Benin-d'Azy         |         | 46° 59′ 57″ nord, 3° 23′ 35″ est   |                | |             | Église Saint-Benin de Saint-Benin-d'Azy                    |
| Église Saint-Bénigne de Saint-Benin-des-Bois               | Saint-Benin-des-Bois      |         | 47° 07′ 13″ nord, 3° 24′ 43″ est   |                | |             | Église Saint-Bénigne de Saint-Benin-des-Bois               |
| Église Notre-Dame de Saint-Bonnot                          | Saint-Bonnot              |         | 47° 14′ 36″ nord, 3° 18′ 52″ est   | « PA00113060 » | Inscrit MH | 1990        | Image manquante Téléverser                                 |
| Église Saint-Brice de Saint-Brisson                        | Saint-Brisson             |         | 47° 16′ 19″ nord, 4° 05′ 23″ est   | « IA00001938 » | |             | Image manquante Téléverser                                 |
| Église Saint-Didier de Saint-Didier (Nièvre)               | Saint-Didier              |         | 47° 20′ 57″ nord, 3° 37′ 19″ est   | « PA00113001 » | Inscrit MH | 1925        | Église Saint-Didier de Saint-Didier (Nièvre)               |
| Église Saint-Firmin de Saint-Firmin (Nièvre)               | Saint-Firmin              |         | 47° 02′ 33″ nord, 3° 23′ 36″ est   |                | |             | Église Saint-Firmin de Saint-Firmin (Nièvre)               |
| Église Saint-Franchy de Saint-Franchy                      | Saint-Franchy             |         | 47° 08′ 18″ nord, 3° 27′ 45″ est   |                | |             | Image manquante Téléverser                                 |
| Église Saint-Germain de Saint-Germain-Chassenay            | Saint-Germain-Chassenay   |         | 46° 46′ 34″ nord, 3° 23′ 36″ est   |                | |             | Image manquante Téléverser                                 |
| Église Saint-Germain de Saint-Germain-des-Bois             | Saint-Germain-des-Bois    |         | 47° 22′ 41″ nord, 3° 30′ 46″ est   |                | |             | Église Saint-Germain de Saint-Germain-des-Bois             |
| Église Saint-Hilaire de Saint-Hilaire-Fontaine             | Saint-Hilaire-Fontaine    |         | 46° 45′ 54″ nord, 3° 37′ 35″ est   | « IA00002115 » | |             | Église Saint-Hilaire de Saint-Hilaire-Fontaine             |
| Église Saint-Hilaire de Saint-Hilaire-en-Morvan            | Saint-Hilaire-en-Morvan   |         | 47° 04′ 38″ nord, 3° 53′ 18″ est   | « IA00002232 » | |             | Image manquante Téléverser                                 |
| Église Saint-Loup de Saint-Honoré-les-Bains                | Saint-Honoré-les-Bains    |         | 46° 54′ 22″ nord, 3° 50′ 29″ est   | « IA00001816 » | |             | Image manquante Téléverser                                 |
| Église Saint-Jean-Baptiste de Saint-Jean-aux-Amognes       | Saint-Jean-aux-Amognes    |         | 47° 00′ 57″ nord, 3° 20′ 04″ est   |                | |             | Image manquante Téléverser                                 |
| Abbatiale Saint-Laurent de Saint-Laurent-l'Abbaye          | Saint-Laurent-l'Abbaye    |         | 47° 20′ 36″ nord, 2° 59′ 26″ est   |                | |             | Abbatiale Saint-Laurent de Saint-Laurent-l'Abbaye          |
| Église Saint-Loup de Saint-Loup-des-Bois                   | Saint-Loup-des-Bois       |         | 47° 26′ 46″ nord, 3° 00′ 08″ est   |                | |             | Église Saint-Loup de Saint-Loup-des-Bois                   |
| Église Saint-Léger de Saint-Léger-de-Fougeret              | Saint-Léger-de-Fougeret   |         | 47° 01′ 16″ nord, 3° 53′ 50″ est   | « IA00002239 » | |             | Image manquante Téléverser                                 |
| Église Saint-Léger de Saint-Léger-des-Vignes               | Saint-Léger-des-Vignes    |         | 46° 50′ 23″ nord, 3° 27′ 19″ est   |                | |             | Église Saint-Léger de Saint-Léger-des-Vignes               |
| Église Saint-Malo de Saint-Malo-en-Donziois                | Saint-Malo-en-Donziois    |         | 47° 18′ 42″ nord, 3° 16′ 05″ est   |                | |             | Église Saint-Malo de Saint-Malo-en-Donziois                |
| Église Saint-Martin de Saint-Martin-d'Heuille              | Saint-Martin-d'Heuille    |         | 47° 03′ 18″ nord, 3° 13′ 31″ est   |                | |             | Église Saint-Martin de Saint-Martin-d'Heuille              |
| Église Saint-Martin de Saint-Martin-du-Puy                 | Saint-Martin-du-Puy       |         | 44° 40′ 16″ nord, 0° 01′ 33″ ouest |                | |             | Image manquante Téléverser                                 |
| Église Saint-Martin de Saint-Martin-sur-Nohain             | Saint-Martin-sur-Nohain   |         | 47° 21′ 41″ nord, 2° 59′ 03″ est   |                | |             | Église Saint-Martin de Saint-Martin-sur-Nohain             |
| Église Saint-Maurice de Saint-Maurice (Nièvre)             | Saint-Maurice             |         | 47° 06′ 30″ nord, 3° 34′ 23″ est   |                | |             | Église Saint-Maurice de Saint-Maurice (Nièvre)             |
| Église Saint-Ouen de Saint-Ouen-sur-Loire                  | Saint-Ouen-sur-Loire      |         | 46° 53′ 00″ nord, 3° 18′ 05″ est   |                | |             | Église Saint-Ouen de Saint-Ouen-sur-Loire                  |
| Église Saint-Patrice de Saint-Parize-le-Châtel             | Saint-Parize-le-Châtel    |         | 46° 51′ 16″ nord, 3° 11′ 02″ est   | « PA00113009 » | Classé MH Eglise et crypte | 1862        | Église Saint-Patrice de Saint-Parize-le-Châtel             |
| Église Saint-Pierre-aux-Liens du Château                   | Saint-Pierre-du-Mont      |         | 47° 23′ 41″ nord, 3° 26′ 01″ est   |                | |             | Image manquante Téléverser                                 |
| Église Saint-Pierre de Saint-Pierre-le-Moûtier             | Saint-Pierre-le-Moûtier   |         | 46° 47′ 24″ nord, 3° 07′ 03″ est   | « PA00113014 » | Classé MH | 1886        | Église Saint-Pierre de Saint-Pierre-le-Moûtier             |
| Église Saint-Pierre-du-Trépas de Saint-Père                | Saint-Père                |         | 47° 24′ 42″ nord, 2° 57′ 41″ est   | « PA00113011 » | Classé MH | 1907        | Église Saint-Pierre-du-Trépas de Saint-Père                |
| Église Saint-Péreuse de Saint-Péreuse                      | Saint-Péreuse             |         | 47° 04′ 06″ nord, 3° 48′ 12″ est   | « IA00002245 » | |             | Image manquante Téléverser                                 |
| Église Saint-Quentin de Saint-Quentin-sur-Nohain           | Saint-Quentin-sur-Nohain  |         | 47° 20′ 52″ nord, 3° 01′ 25″ est   |                | |             | Image manquante Téléverser                                 |
| Église Saint-Révérien de Saint-Révérien                    | Saint-Révérien            |         | 47° 12′ 42″ nord, 3° 30′ 14″ est   | « PA00113017 » | Classé MH Choeur et les parois décorées de peintures murales ; Classé MH La voussure supportant un bas-relief du 12e siècle, en pierre sculptée, représentant deux anges, située à la partie supérieure du portail | 1840 ; 1958 | Église Saint-Révérien de Saint-Révérien                    |
| Église Saint-Saulge de Saint-Saulge                        | Saint-Saulge              |         | 47° 06′ 14″ nord, 3° 30′ 45″ est   | « PA00113018 » | Classé MH Vitraux ; Classé MH Eglise | 1840 ; 1977 | Église Saint-Saulge de Saint-Saulge                        |
| Église Saint-Seine de Saint-Seine                          | Saint-Seine               |         | 46° 44′ 02″ nord, 3° 49′ 25″ est   | « IA00002122 » | |             | Image manquante Téléverser                                 |
| Église Saint-Sulpice de Saint-Sulpice (Nièvre)             | Saint-Sulpice             |         | 47° 03′ 19″ nord, 3° 21′ 04″ est   | « PA00113019 » | Inscrit MH Clocher | 1959        | Église Saint-Sulpice de Saint-Sulpice (Nièvre)             |
| Église Saint-Blaise-et-Saint-Véran de Saint-Vérain         | Saint-Vérain              |         | 47° 28′ 47″ nord, 3° 03′ 24″ est   | « PA00113021 » | Classé MH | 1906        | Église Saint-Blaise-et-Saint-Véran de Saint-Vérain         |
| Église Saint-Symphorien de Chaluzy                         | Saint-Éloi                |         | 46° 59′ 52″ nord, 3° 11′ 56″ est   | « PA00113002 » | Classé MH | 1974        | Église Saint-Symphorien de Chaluzy                         |
| Église Saint-Éloi de Saint-Éloi (Nièvre)                   | Saint-Éloi                |         | 46° 58′ 25″ nord, 3° 13′ 18″ est   |                | |             | Église Saint-Éloi de Saint-Éloi (Nièvre)                   |
| Église Sainte-Colombe de Sainte-Colombe-des-Bois           | Sainte-Colombe-des-Bois   |         | 47° 19′ 20″ nord, 3° 08′ 29″ est   | « PA00113000 » | Inscrit MH | 1927        | Église Sainte-Colombe de Sainte-Colombe-des-Bois           |
| Église Notre-Dame-de-l'Assomption de Sainte-Marie          | Sainte-Marie              |         | 47° 07′ 03″ nord, 3° 26′ 18″ est   |                | |             | Église Notre-Dame-de-l'Assomption de Sainte-Marie          |
| Église Saint-Denys de Saizy                                | Saizy                     |         | 47° 12′ 48″ nord, 3° 25′ 18″ est   | « PA00113022 » | Inscrit MH | 1926        | Église Saint-Denys de Saizy                                |
| Église Saint-Pierre de Sardy-lès-Épiry                     | Sardy-lès-Épiry           |         | 47° 11′ 38″ nord, 3° 42′ 04″ est   |                | |             | Image manquante Téléverser                                 |
| Église Saint-Étienne de Sauvigny-les-Bois                  | Sauvigny-les-Bois         |         | 46° 57′ 57″ nord, 3° 16′ 27″ est   | « PA00113023 » | Inscrit MH Abside et clocher | 1926        | Église Saint-Étienne de Sauvigny-les-Bois                  |
| Église Saint-Georges de Savigny-Poil-Fol                   | Savigny-Poil-Fol          |         | 46° 46′ 57″ nord, 3° 51′ 24″ est   | « IA00002046 » | |             | Image manquante Téléverser                                 |
| Église Saint-Léger de Saxi-Bourdon                         | Saxi-Bourdon              |         | 47° 03′ 26″ nord, 3° 29′ 22″ est   |                | |             | Église Saint-Léger de Saxi-Bourdon                         |
| Église Saint-Pierre de Sermages                            | Sermages                  |         | 47° 01′ 24″ nord, 3° 50′ 38″ est   | « IA00001829 » | |             | Église Saint-Pierre de Sermages                            |
| Église Saint-Maurice de Sermoise-sur-Loire                 | Sermoise-sur-Loire        |         | 46° 57′ 07″ nord, 3° 11′ 10″ est   |                | |             | Église Saint-Maurice de Sermoise-sur-Loire                 |
| Église Saint-Aignan de Sichamps                            | Sichamps                  |         | 47° 09′ 18″ nord, 3° 16′ 38″ est   |                | |             | Image manquante Téléverser                                 |
| Église Saint-Bénigne de Sougy-sur-Loire                    | Sougy-sur-Loire           |         | 46° 51′ 25″ nord, 3° 23′ 32″ est   |                | |             | Église Saint-Bénigne de Sougy-sur-Loire                    |
| Église Saint-Symphorien de Suilly-la-Tour                  | Suilly-la-Tour            |         | 47° 20′ 12″ nord, 3° 03′ 56″ est   | « PA00113028 » | Classé MH | 1914        | Église Saint-Symphorien de Suilly-la-Tour                  |
| Église Saint-Martin de Surgy                               | Surgy                     |         | 47° 30′ 30″ nord, 3° 30′ 49″ est   | « PA00113029 » | Classé MH | 1913        | Église Saint-Martin de Surgy                               |
| Église Saint-Pierre de Sémelay                             | Sémelay                   |         | 46° 51′ 08″ nord, 3° 51′ 04″ est   | « PA00113025 » | Classé MH | 1889        | Église Saint-Pierre de Sémelay                             |
| Église Saint-Fiacre de Taconnay                            | Taconnay                  |         | 47° 18′ 23″ nord, 3° 29′ 38″ est   |                | |             | Église Saint-Fiacre de Taconnay                            |
| Église Saint-Denis de Talon                                | Talon                     |         | 47° 19′ 57″ nord, 3° 33′ 36″ est   | « IA58000028 » | |             | Image manquante Téléverser                                 |
| Église Saint-Jean-Baptiste de Tamnay-en-Bazois             | Tamnay-en-Bazois          |         | 47° 03′ 17″ nord, 3° 43′ 12″ est   | « IA00002439 » | |             | Église Saint-Jean-Baptiste de Tamnay-en-Bazois             |
| Église Saint-Léger de Tannay                               | Tannay                    |         | 47° 22′ 02″ nord, 3° 35′ 31″ est   | « PA00113031 » | Classé MH | 1840        | Église Saint-Léger de Tannay                               |
| Église Saint-Denis de Tazilly                              | Tazilly                   |         | 46° 45′ 57″ nord, 3° 54′ 43″ est   | « IA00002064 » | |             | Image manquante Téléverser                                 |
| Église Saint-Nazaire-et-Saint-Celse de Teigny              | Teigny                    |         | 47° 22′ 57″ nord, 3° 40′ 12″ est   | « IA58000029 » | |             | Image manquante Téléverser                                 |
| Église Saint-Roch de Ternant                               | Ternant                   |         | 46° 45′ 01″ nord, 3° 50′ 19″ est   | « IA00002129 » | |             | Image manquante Téléverser                                 |
| Église Saint-Martin de Thaix                               | Thaix                     |         | 46° 50′ 45″ nord, 3° 42′ 36″ est   | « IA00002141 » | |             | Église Saint-Martin de Thaix                               |
| Église Saint-Pierre de Thianges                            | Thianges                  |         | 46° 54′ 40″ nord, 3° 29′ 59″ est   |                | |             | Image manquante Téléverser                                 |
| Église Saint-Fiacre de Tintury                             | Tintury                   |         | 46° 59′ 54″ nord, 3° 34′ 55″ est   | « IA00002449 » | |             | Image manquante Téléverser                                 |
| Église Saint-Marcel de Tintury                             | Tintury                   |         | à géolocaliser                     | « IA00002448 » | |             | Image manquante Téléverser                                 |
| Église Saint-Martin de Toury-Lurcy                         | Toury-Lurcy               |         | 46° 44′ 20″ nord, 3° 25′ 32″ est   |                | |             | Église Saint-Martin de Toury-Lurcy                         |
| Église Saint-Symphorien de Tracy-sur-Loire                 | Tracy-sur-Loire           |         | 47° 19′ 11″ nord, 2° 53′ 18″ est   |                | |             | Église Saint-Symphorien de Tracy-sur-Loire                 |
| Église Saint-Remy de Tresnay                               | Tresnay                   |         | 46° 41′ 47″ nord, 3° 11′ 12″ est   | « PA58000037 » | Inscrit MH | 2010        | Église Saint-Remy de Tresnay                               |
| Église Saint-Germain de Trois-Vèvres                       | Trois-Vèvres              |         | 46° 54′ 40″ nord, 3° 25′ 06″ est   |                | |             | Église Saint-Germain de Trois-Vèvres                       |
| Église Saint-Abdon de Tronsanges                           | Tronsanges                |         | 47° 06′ 46″ nord, 3° 03′ 05″ est   |                | |             | Église Saint-Abdon de Tronsanges                           |
| Église Saint-Jean-Baptiste de Trucy-l'Orgueilleux          | Trucy-l'Orgueilleux       |         | 47° 26′ 44″ nord, 3° 24′ 42″ est   | « PA00113036 » | Inscrit MH | 1926        | Église Saint-Jean-Baptiste de Trucy-l'Orgueilleux          |
| Église Saint-Denis d'Urzy                                  | Urzy                      |         | 47° 02′ 55″ nord, 3° 12′ 14″ est   | « PA00113039 » | Inscrit MH Clocher et abside | 1927        | Église Saint-Denis d'Urzy                                  |
| Église Saint-Saturnin de Vandenesse                        | Vandenesse                |         | 46° 54′ 45″ nord, 3° 45′ 41″ est   | « IA00001836 » | |             | Église Saint-Saturnin de Vandenesse                        |
| Église Saint-Sulpice de Varennes                           | Varennes-Vauzelles        |         | 47° 00′ 45″ nord, 3° 08′ 20″ est   |                | |             | Église Saint-Sulpice de Varennes                           |
| Église Saint-Martin de Varennes-lès-Narcy                  | Varennes-lès-Narcy        |         | 47° 13′ 58″ nord, 3° 03′ 51″ est   |                | |             | Image manquante Téléverser                                 |
| Église Saint-Pierre de Varzy                               | Varzy                     |         | 47° 21′ 33″ nord, 3° 23′ 09″ est   | « PA00113043 » | Classé MH | 1862        | Église Saint-Pierre de Varzy                               |
| Église Sainte-Eugénie de Varzy                             | Varzy                     |         | 47° 21′ 29″ nord, 3° 23′ 01″ est   | « PA00113042 » | Inscrit MH | 2018        | Église Sainte-Eugénie de Varzy                             |
| Église Sainte-Madeleine de Vauclaix                        | Vauclaix                  |         | 47° 13′ 55″ nord, 3° 49′ 16″ est   |                | |             | Image manquante Téléverser                                 |
| Église Saint-Laurent de Verneuil                           | Verneuil                  |         | 46° 51′ 40″ nord, 3° 33′ 28″ est   | « PA00113049 » | Classé MH | 1895        | Église Saint-Laurent de Verneuil                           |
| Église Saint-Pierre de Vielmanay                           | Vielmanay                 |         | 47° 15′ 57″ nord, 3° 06′ 50″ est   | « PA00113051 » | Inscrit MH | 1929        | Église Saint-Pierre de Vielmanay                           |
| Église Saint-Nazaire-et-Saint-Celse de Vignol              | Vignol                    |         | 47° 21′ 37″ nord, 3° 40′ 17″ est   | « IA58000030 » | |             | Église Saint-Nazaire-et-Saint-Celse de Vignol              |
| Église Saint-Symphorien de Villapourçon                    | Villapourçon              |         | 46° 56′ 57″ nord, 3° 57′ 33″ est   | « IA00001847 » | |             | Image manquante Téléverser                                 |
| Église Saint-Pierre de Ville-Langy                         | Ville-Langy               |         | 46° 56′ 37″ nord, 3° 29′ 57″ est   |                | |             | Église Saint-Pierre de Ville-Langy                         |
| Église Saint-Martin de Villiers-sur-Yonne                  | Villiers-sur-Yonne        |         | 47° 24′ 41″ nord, 3° 34′ 32″ est   |                | |             | Image manquante Téléverser                                 |
| Église Saint-Maurice de Vitry-Laché                        | Vitry-Laché               |         | 47° 12′ 10″ nord, 3° 33′ 50″ est   |                | |             | Image manquante Téléverser                                 |